# Нападение на гостинично-офисный комплекс Dusit
Нападение на гостинично-офисный комплекс Dusit — террористический акт, совершенный 15—16 января 2019 года в городе Найроби, столице Кении. В результате нападения 21 человек погиб и около 30 были ранены. Ответственность за нападение взяла на себя сомалийская группировка Харакат аш-Шабаб, назвав это ответом на решение Дональда Трампа признать Иерусалим в качестве столицы Израиля.

## Предыстория
В 2011 году армия Кении в ходе Гражданской войны в Сомали провела операцию по вытеснению боевиков «Аш-Шабаб» из граничащих с Кенией районов Сомали, чтобы предотвратить их проникновение на территорию страны. В ответ террористическая группировка в 2013 году напала на торговый центр «Уэстгейт» в Уэстлендсе, тогда погибло 67 человек. В 2015 году боевики организовали нападение на кампус университета в кенийском городе Гарисса, в результате атаки погибли 148 человек. В ноябре 2018 года боевики «Аш-Шабаб» напали на гостиницу Nasa-Hablod в центре Могадишо, которая располагается около штаб-квартиры департамента уголовных расследований Сомали, тогда число жертв превысило 50 человек.

## Место
Отель DusitD2 по адресу Риверсайд 14 расположен в 12 км от Национального парка Найроби и в 4 км от международного конференц-центра Кеньятта в престижном районе Найроби Уэстлендс, в котором расположено множество бизнес-центров, банков и зданий посольств.

## Ход событий
15 января 2019 года в гостинично-офисном комплексе Dusit в Найроби возле здания банка прогремело несколько взрывов, группа нападавших открыла беспорядочный огонь по людям. После этого смертник подорвал себя у входа в одно из зданий.
Нападавшие укрылись в спортивном зале одного из корпусов комплекса и заняли оборону.
В момент нападения боевиков на гостиничный комплекс, среди посетителей находился военнослужащий британского спецподразделения SAS, занимающийся в Найроби обучением местных силовиков. Услышав стрельбу, британец достал из своего автомобиля экипировку и оружие, после чего направился к отелю. Британский военный взял на себя руководство антитеррористической операцией, лично поучаствовал в бою и вывел из здания заложников.
Спецназ предпринял попытку штурма нападавших. В течение ночи были слышны взрывы и спорадические выстрелы.
16 января, спустя почти 20 часов после начала нападения, президент Кении Ухуру Кениата заявил о завершении операции в комплексе и ликвидации боевиков.

## Последствия
После атаки на отель на границе Кении и Уганды были усилены меры безопасности. Со стороны Уганды на границе было размещено антитеррористическое подразделение. Меры безопасности были усилены на пограничных постах в Бусиа, Малабе, Лваквакхе и Суаме.
17 января в ходе поисковой операции на территории комплекса были обнаружены, обезврежены и вывезены в безопасное место четыре самодельных взрывных устройства.

### Жертвы
| Гражданство                                | Погибшие |
| ------------------------------------------ | -------- |
| Кения                                      | 16       |
| Другие африканские страны                  | 2        |
| Австралия                                  | 1        |
| Великобритания / ЮАР (двойное гражданство) | 1        |
| США                                        | 1        |

В ходе теракта погиб 21 человек. 16 жертв, среди которых один полицейский, были кенийцами, также среди жертв оказались гражданин Великобритании и гражданин США. Кроме того, все 5 боевиков были убиты. Всего было эвакуировано более 700 человек. 595 людям была оказана психологическая помощь. Местонахождение всех 94 человек пропавших без вести после нападения было установлено к 12:30 17 января по местному времени (UTC+3:00).

## Расследование
Кенийские правоохранители приступили к изучению записей с камер наблюдения, чтобы установить возможную связь нападавших с работниками Dusit. Полиция задержала троих человек, которые могли быть причастны к атаке. На территории комплекса временно была закрыта для проведения следственных мероприятий. Для расследования обстоятельств теракта Интерпол по запросу кенийских властей направил в Найроби Группу реагирования на происшествия (IRT).

## Награды
Сообщалось, что военнослужащий британского спецподразделения SAS будет награждён за участие в отражении атаки террористов.